# Kate Atkinson
Kate Atkinson (York, 1951) és una escriptora britànica. El 2011 fou admesa com a membre de l'Orde de l'Imperi Britànic per les seves contribucions a la literatura.
Filla única d'una parella de comerciants, Atkinson va néixer a York el 1951. Va assistir a la Queen Anne Grammar School, una escola exclusiva per a noies. Va estudiar literatura anglesa a la Universitat de Dundee, en què es va graduar el 1974. Hi va conèixer el seu primer marit, amb qui va tenir una filla. Després que el seu doctorat fos rebutjat, i com a mare soltera, va fer classes i va tenir diversos treballs. El 1981 va començar a escriure ficció, i després de guanyar un concurs sobre contes per a dones, va escriure en revistes femenines el 1986.
Atkinson va estar casada dues vegades i té dues filles, Eve i Helen. Viu a Edimburg, prop dels seus col·legues J. K. Rowling, Ian Rankin i Alexander McCall Smith.

## Obres
Novel·les
- Behind the Scenes at the Museum (1995)
- Human Croquet (1997)
- Emotionally Weird (2000)
- Life After Life (2013)
- A God in Ruins (2015)[6]

Inspector Jackson Brodie
- Case Histories (2004), Expedients, 2012
- One Good Turn (2006)
- When Will There Be Good News? (2008)
- Started Early, Took My Dog (2010)

Contes
- Not the End of the World (2002)